# Cobitis vettonica
Cobitis vettonica é uma espécie de peixe actinopterígeo da família Cobitidae.
Apenas pode ser encontrada na Espanha.
Os seus habitats naturais são: rios e rios intermitentes.
Esta espécie está ameaçada por perda de habitat.